# Märtha Adlerstråhle
Anna Märtha Vilhelmina Adlerstråhle, född von Oelreich 16 juni 1868 i Torpa församling, Västmanlands län, död 4 januari 1956 i Engelbrekts församling, Stockholm, var en svensk tennisspelare aktiv under 1800-talets sista år och några år in på 1900-talet. Hon vann bronsmedalj i singel i Olympiska sommarspelen 1908 i London. Medaljen blev den första olympiska medaljen tagen av en svensk kvinna.

## Biografi
Under Adlerstråhles aktiva tenniskarriär spelades inga svenska mästerskap för damer i tennis. Däremot blev hon sju gånger singelmästare i internationella svenska mästerskapen (1899 och 1901–1906). Adlerstråhle blev också skandinavisk mästare i singel 1906. 
I de olympiska sommarspelen 1908 som hölls i London vann Adlerstråhle bronsmedaljen i singel inomhus efter de två brittiska spelarna Gwendoline Eastlake Smith (guld) och Angela Greene (silver). Spelen var flyttade till London, sedan det tilltänkta värdlandet Italien drabbades av Vesuvius vulkanutbrott 1906. Hennes brons blev Sveriges första olympiska dammedalj. Svenskan  Elsa Wallenberg kom på fjärde plats. Det var just med Elsa Wallenberg som Märtha Adlerstråhle i maj 1908 blev Sveriges första kvinnliga olympier. Hon var också kvinnlig bandypionjär i Sverige, och vaktade målet för Kronprinsessans Hockeyklubb. (bandy kallades även "hockey" i Sverige vid 1900-talets början)
Adlerstråhles spel ansågs av samtida vara präglat av stor säkerhet i alla slag och av en synnerligen god taktik. 
Adlerstråhle var skattmästare i Svenska Lawntennisförbundet 1907–1918 och styrelseledamot i Kungliga Lawn-tennisklubben (till 1907 Kronprinsens lawn-tennisklubb) 1899-1950.
Hon var dotter till landshövdingen överste Charles-Emil von Oelreich och sedan 1889 gift med major Axel Einar Theodor Adlerstråle.
Adlerstråhle var även den första kvinna som belönades med utmärkelsen Svenska gymnastik- och idrottsföreningars riksförbunds förtjänsttecken i guld.

## Priser och utmärkelser
1908 - Bronsmedalj i de Olympiska sommarspelen i London
1899, 1901-1906 Mästare i Internationella Svenska mästerskapen
Svenska gymnastik- och idrottsföreningars riksförbunds förtjänsttecken i guld

## Galleri

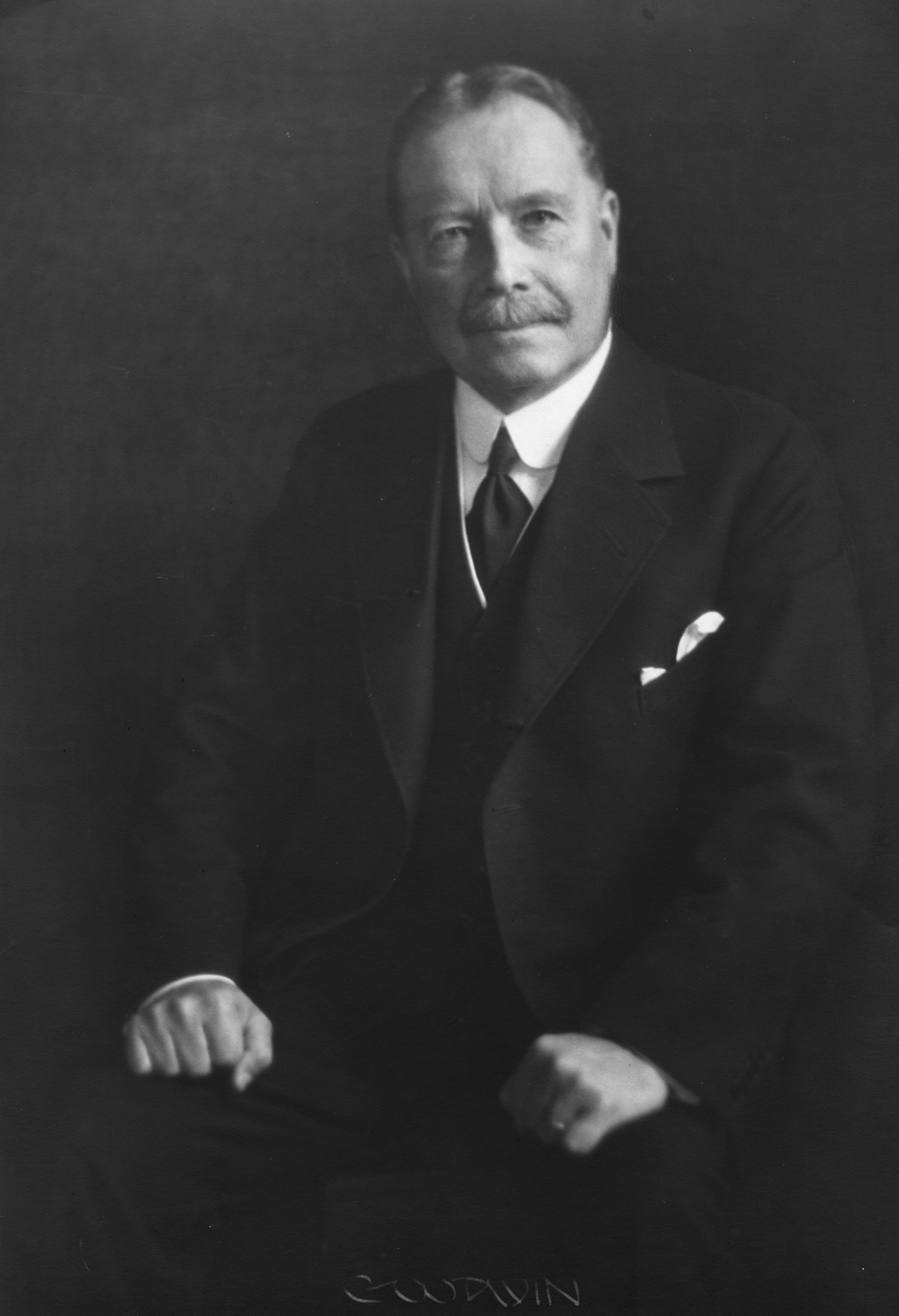
Maken Einar Adlerstråhle
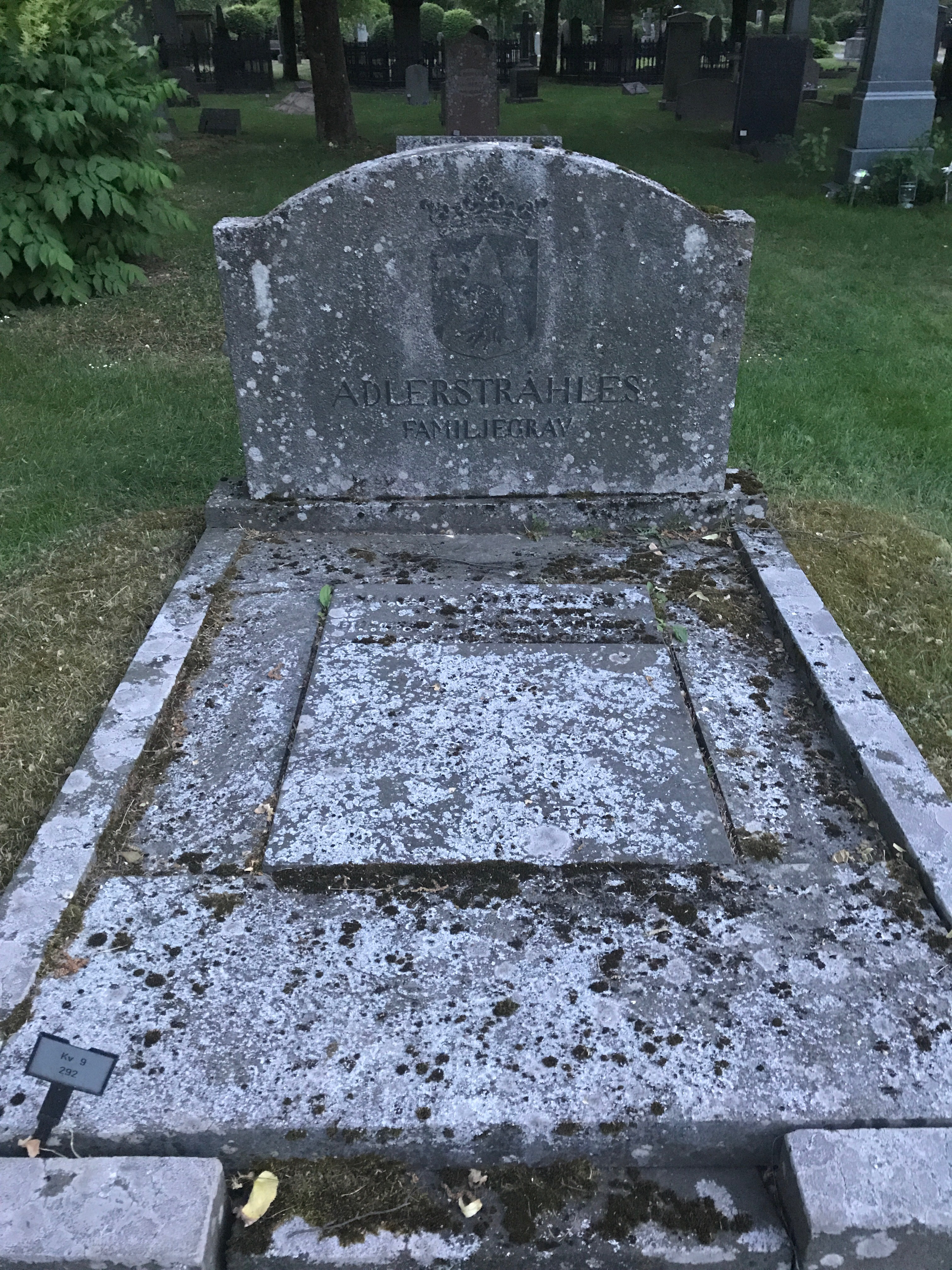
Gravvård Norra begravningsplatsen

### Fotnoter
1. 1 2 3  Sveriges dödbok, läst: 15 april 2018.[källa från Wikidata]
2. 1 2 3 4  Torpa kyrkoarkiv (Västmanlands län), Födelse- och dopböcker, SE/ULA/11559/C/7 (1867-1879), bildid: F0005293_00015, födelse- och dopbok, s. 8, läs online, läst: 15 april 2018, ”Löjtnanten vid Kgl. Södermanl(ands) Reg(emente) Charles Emil v. Oelreich o. Margr(eta) Wilhelmina Barklind å Brunnsta Thorshälla Lö??”.[källa från Wikidata]
3. 1 2 3 4 5 6 7 8 9  Anna Märtha Vilhelmina Adlerstråhle 1868-06-16 — 1956-01-04 Tennisspelare, Svenskt kvinnobiografiskt lexikon-id: MarthaAdlerstrahle, läst: 17 augusti 2021.[källa från Wikidata]
4. 1 2 3  Folkräkningar (Sveriges befolkning) 1880, Riksarkivet, läs onlineläs online, läst: 15 april 2018.[källa från Wikidata]
5. ↑  Svenskagravar.se, läs online, läst: 24 maj 2023.[källa från Wikidata]
6. ↑  Gravstensinventeringen: 365690?pid=1, läst: 24 maj 2023.[källa från Wikidata]
7. ↑  Idrottar-ID Sveriges Olympiska Kommitté: m/martha-adlerstrahle, läst: 8 juni 2018.[källa från Wikidata]
8. ↑  Sports Reference-ID (arkiverad): ad/martha-adlerstrahle-1, läst: 8 juni 2018.[källa från Wikidata]
9. ↑  Sveriges folkräkning 1910, Riksarkivet, läs onlineläs online, läst: 15 april 2018.[källa från Wikidata]
10. ↑  Folkräkningar (Sveriges befolkning) 1890, Riksarkivet, läs onlineläs online, läst: 15 april 2018.[källa från Wikidata]
11. ↑  Rotemannen, DVD-ROM, Sveriges Släktforskarförbund (2012).
12. ↑  Sveriges dödbok 1901–2009, DVD‐ROM, Version 5.00, Sveriges Släktforskarförbund (2010): Adlerstråhle, Anna Märtha Vilhelmina
13. ↑  Ett sekel av svensk tennis 1896-1996 utgiven av Kungliga Lawn-tennisklubben vid dess 100-årsjubileum (1996). (ISBN 91-630-4308-4)
14. ↑  ”Hon var första kvinna att ta svensk OS-medalj”. www.eurosport.com. https://www.eurosport.com/geoblocking.shtml. Läst 6 mars 2020.
15. 1 2 3   Sporten i dag 2000-2001. Semic. Läst 19 juni 2025
16. ↑  ”skbl.se - Anna Märtha Vilhelmina Adlerstråhle”. https://www.skbl.se/sv/artikel/MarthaAdlerstrahle. Läst 8 juni 2018.
17. ↑  ”skbl.se - Anna Märtha Vilhelmina Adlerstråhle”. localhost. http://localhost:5285/sv/artikel/MarthaAdlerstrahle. Läst 6 mars 2020.